# Afghanistan ai Giochi della XVI Olimpiade
L'Afghanistan ha partecipato ai Giochi della XVI Olimpiade che si sono svolte a Melbourne dal 22 novembre all'8 dicembre 1956 
con una delegazione di 12 atleti impegnati in 1 disciplina, la squadra di hockey su prato, 
senza aggiudicarsi medaglie.